# Mia Rodgers
Mia Cailin Rodgers (Londra, 17 maggio 2000) è un'attrice britannica nota principalmente per il ruolo di Taylor nella commedia drammatica HBO Max The Sex Lives of College Girls.

## Biografia
Mia Rodgers è nata nel quartiere di Islington, nell'area nord di Londra, da genitori entrambi impiegati nell'abbigliamento e, crescendo, ha puntato a una carriera come cantante prima di scoprire la recitazione e frequentare la Royal Central School of Speech and Drama, con cui ha recitato nella commedia Pool (No Water).
Dopo il diploma ha partecipato a due episodi della miniserie britannica Trauma, ad uno di Defending the Guilty e al cortometraggio Diary of a Ghost, prima di entrare a far parte del cast principale della commedia drammatica HBO Max di Mindy Kaling The Sex Lives of College Girls per la terza stagione.

## Filmografia

### Cinema
- Diary of a Ghost, regia di Caroline Hajny - cortometraggio (2024)

### Televisione
- Trauma - serie TV, 2 episodi (2018)
- Defending the Guilty - serie TV, episodio 1x03 (2019)
- The Sex Lives of College Girls - serie TV, 9 episodi (2024-2025)

## Teatro
- Pool (No Water) (Royal Central School of Speech and Drama, 2023)[5]